# 上溝車站
上溝車站（日语：／ Kamimizo eki */?）是位於神奈川縣相模原市中央區上溝七丁目，屬於東日本旅客鐵道（JR東日本）相模線的鐵路車站。

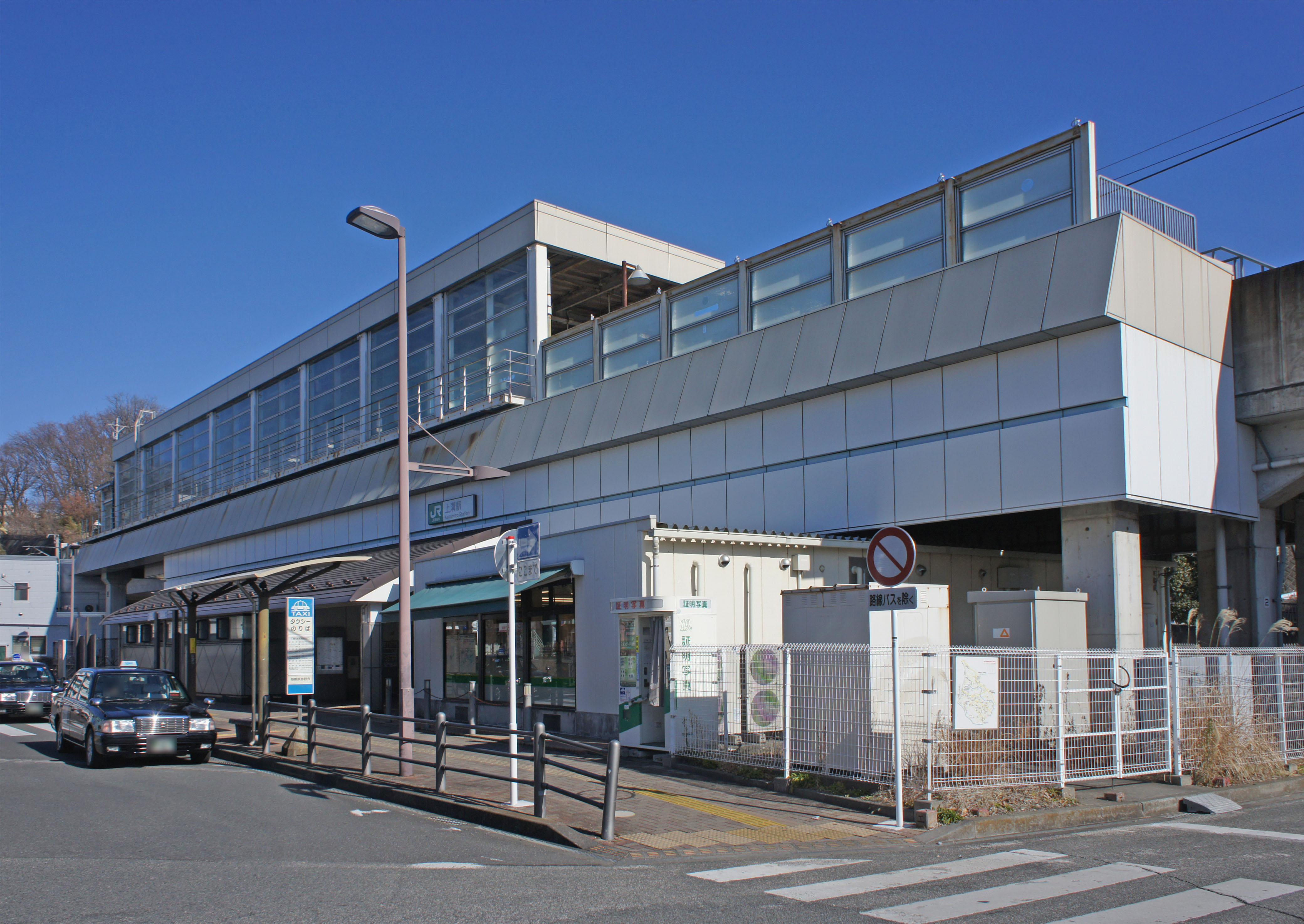
西口(2022年2月)

## 車站結構

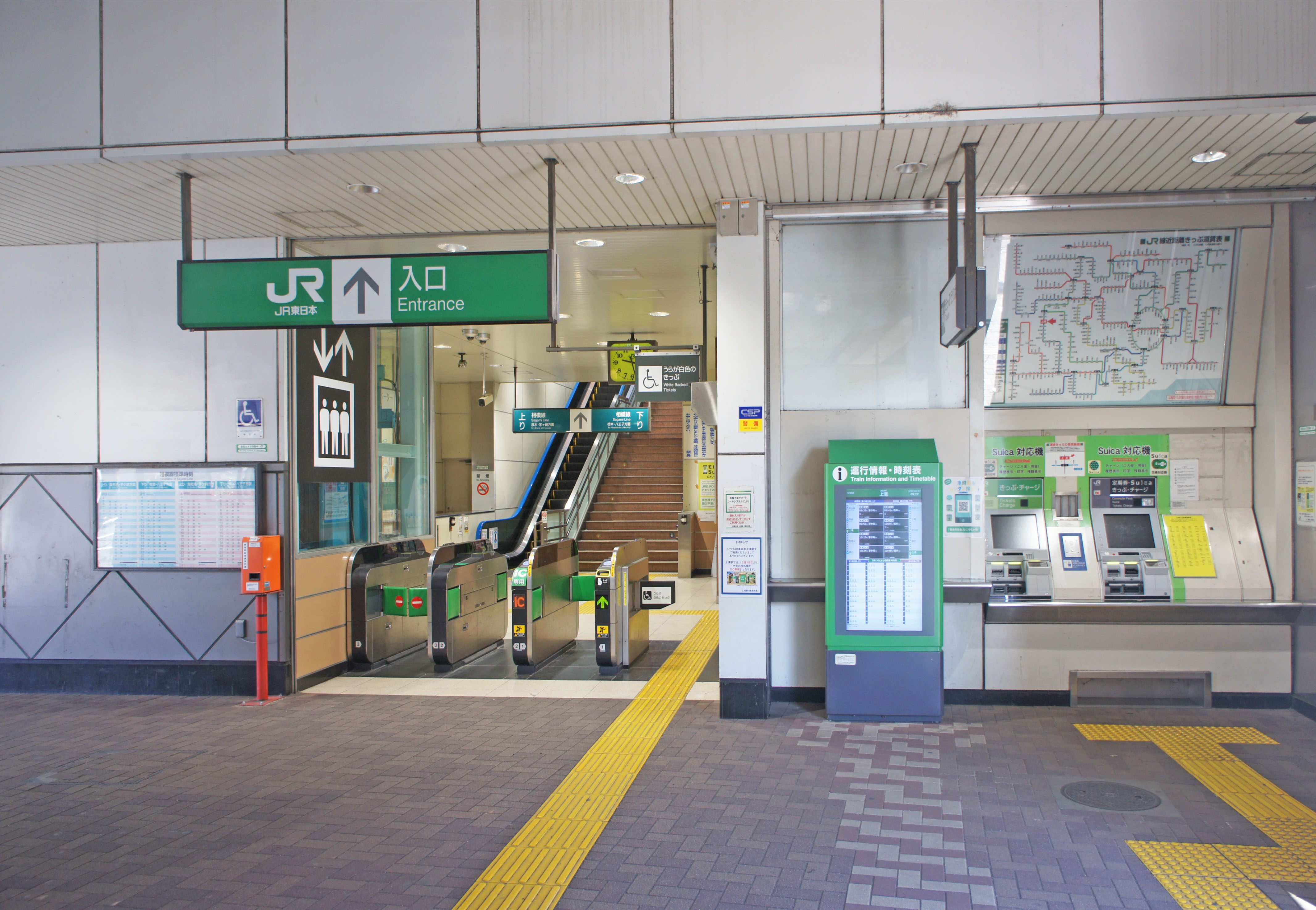
驗票口(2022年2月)

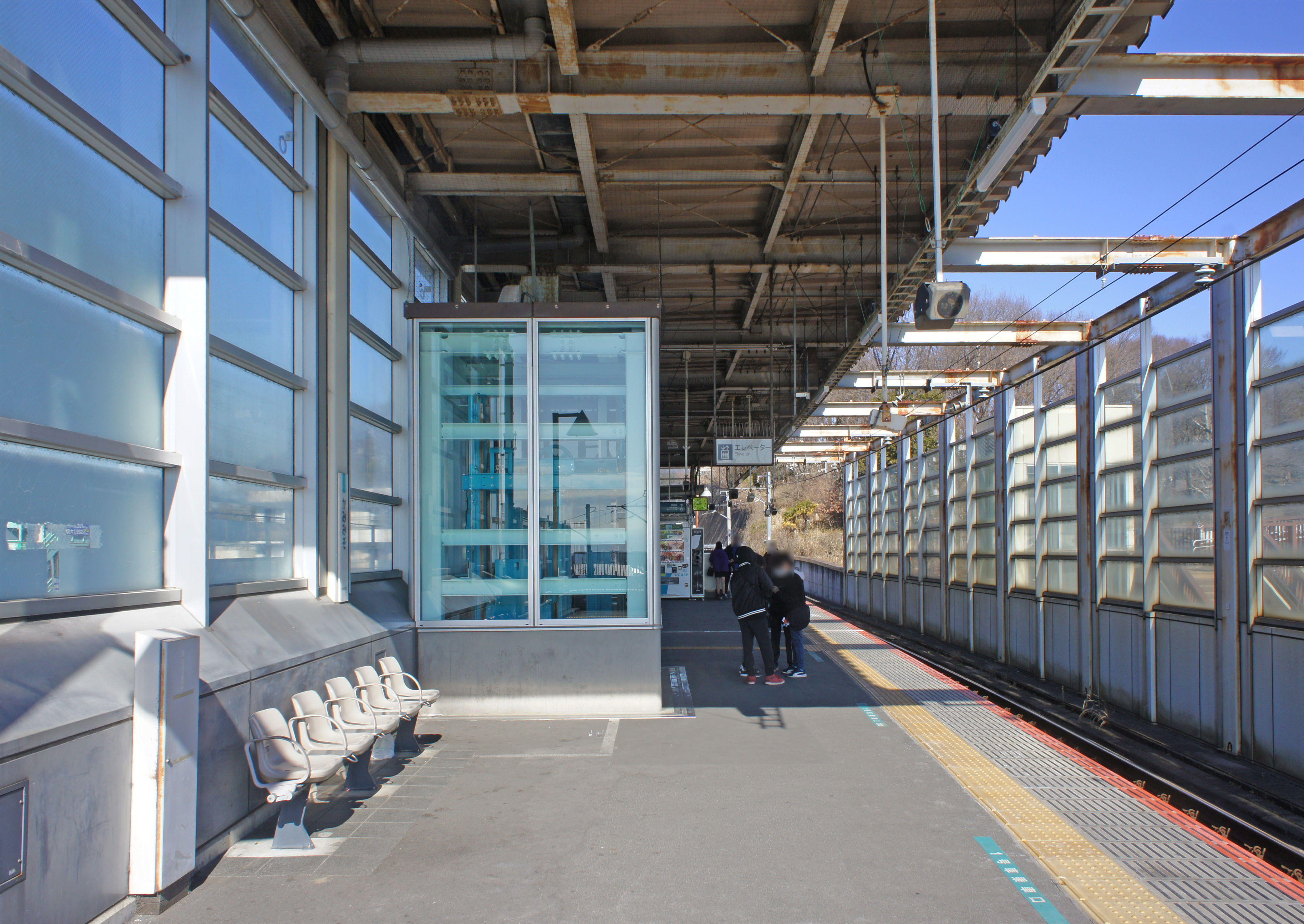
月台(2022年2月)

本站為側式月台1面1線的高架車站，站房位於高架橋下。
| 月台 | 路線    | 方向           | 目的地           |
| ---- | ------- | -------------- | ---------------- |
|      | ■相模線 | 下行           | 橋本、八王子方向 |
| 上行 | ■相模線 | 厚木、茅崎方向 |                  |

## 使用情況
2019年（令和元年）度的1日平均上車人次為6,341人。
近年的1日平均上車人次如下表。
| 年度               | 1日平均 上車人次 |
| ------------------ | ---------------- |
| 1975年（昭和50年） | 2,263            |
| 1980年（昭和55年） | 2,281            |
| 1985年（昭和60年） | 1,646            |
| 1989年（平成元年） | 2,105            |
| 1993年（平成05年） | 4,343            |
| 1995年（平成07年） | 4,661            |
| 1998年（平成10年） | 4,955            |
| 2000年（平成12年） | 4,732            |
| 2001年（平成13年） | 4,650            |
| 2002年（平成14年） | 4,768            |
| 2003年（平成15年） | 4,899            |
| 2004年（平成16年） | 5,022            |
| 2005年（平成17年） | 5,130            |
| 2006年（平成18年） | 5,350            |
| 2007年（平成19年） | 5,588            |
| 2008年（平成20年） | 5,728            |
| 2009年（平成21年） | 5,603            |
| 2010年（平成22年） | 5,530            |
| 2011年（平成23年） | 5,351            |
| 2012年（平成24年） | 5,602            |
| 2013年（平成25年） | 5,800            |
| 2014年（平成26年） | 5,717            |
| 2015年（平成27年） | 5,882            |
| 2016年（平成28年） | 5,999            |
| 2017年（平成29年） | 6,182            |
| 2018年（平成30年） | 6,286            |
| 2019年（令和元年） | 6,341            |

## 相鄰車站
東日本旅客鐵道（JR東日本）
■相模線
番田－上溝－南橋本

## 外部連結
- 車站資訊（上溝）：東日本旅客鐵道

35°33′27.6″N 139°21′47.8″E / 35.557667°N 139.363278°E